# شارل لوسيان بونابرت
شارل لوسيان جول بونابرت (24 مايو 1803=29 يوليو 1857) عالم أحياء فرنسي أوجد له اسما في التصنيف العلمي حين أنشئ أصنوفتين، الثدييات البيوضة وأحاديات المسلك. ولد في باريس وتوفي فيها. يتنمي إلى أسرة بونابرت فوالده لوسين بونابرت هو الأخ الأصغر لنابليون بونابرت وله من الأشقاء ثمانية. في عام 1804 هاجر مع عائلته إلى روما التي قضى فيها طفولته حيث استقروا في ضيافة بابا الفاتيكان، وبعدما شب وترعرع، درس في روما التاريخ الطبيعي وعلم الطيور ونبغ فيهما. وفي عام 1822 تزوج من ابنة عمه في بروكسل وأنجب منها 3 أبناء. ثم هاجر إلى أمريكا حيث يستقر والده. ونشط علميا في معاهد فيلادلفيا حتى تمكن من نشر أول ورقة علمية باسمه سنة 1824. ثم عاد إلى روما سنة 1826 وشرع في دراسة الفقاريات ثم نشر مقارنة في علم الطيور بين روما وفيلادلفيا سنة 1828 وتصنيف الفقاريات 1831. والأسلاف الإيطالية من 1833 إلى 1841. وبعد وفاة والده سنة 1840 تولى إمارة كانينو الإيطالية وبسبب أفكاره عن إطلاق الحريات الشعبية التي اكتسبها من سكناه في أمريكا ونشرها في ماحوله ساهم في تأسيس الحقبة الزمنية التي بربيع الشعب والتي دامت من 1847 ألى سنة 1849 وساهم في تأسيس الجمهورية الرمانية. لكن ابن عمه نابليون الثالث حرك 40000 جندي فرنسي لإسقاط الجمهورية الوليدة وحصل لهم ما أرادوا وأجهضت الجمهورية. وجرى نفيه إلى ليدن سنة 1849 ثم ألى باريس سنة 1850. وعمل في باريس كمنسق معهد فرنسا، وتقديزا لجهوده نسبت إليه 9 أنواع من الطيور. واتفق على اختصار اسمه في الاسم العلمي إلى Bonaparte.

## روابط خارجية
- شارل لوسيان بونابرت على موقع الموسوعة البريطانية (الإنجليزية)